# 沖縄県立中部病院
沖縄県立中部病院（おきなわけんりつちゅうぶびょういん）は、沖縄県うるま市に位置する県立の病院である。沖縄県災害拠点病院の指定を受けている。
1967年から医師の臨床研修を行っており、古くからの臨床研修指定病院に数えられる。研修はハワイ大学医学部と提携し、毎年海外から指導医がやってくる。また先輩医師（指導医）が後輩医師を教え、後輩医師がそのまた後輩医師を教える、いわゆる「屋根瓦方式」の指導を行っている。1976年より選抜試験を行っており（2004年採用者からはマッチングに参加）、研修医の学閥がない。
沖縄県の基幹災害医療センターであるほか、救命救急センター、DMATチームを持つ。また総合周産期母子医療センターなどの指定を受けるなど、県下では最も規模の大きい病院の一つである。

## 沿革
- 1945年頃 - 米軍が沖縄戦で負傷した者等を治療する施設を中頭郡越來村（現・沖縄市）胡屋に開設。その後、中頭郡具志川村（現・うるま市）に移転する。
- 1946年4月24日 - 中頭郡越來村へ移転し、沖縄中央病院として開設。
- 1966年3月3日 - 中部病院と改称。
- 1972年5月15日 - 本土復帰により沖縄県立中部病院と改称。
- 2001年10月15日 - 新病院が完成する。

## 診療科目
- 内科
- 神経内科
- 呼吸器科
- 消化器科
- 循環器科
- 腎臓内科
- リウマチ科
- 小児科
- 外科
- 整形外科
- 形成外科
- 脳神経外科
- 心臓血管外科
- 精神神経科
- 皮膚科
- 泌尿器科
- 産婦人科
- 眼科
- 耳鼻咽喉科
- 歯科口腔外科
- リハビリテーション科
- 放射線科
- 麻酔科
- 病理検査科
- 地域救命救急診療科
- 医療情報科

## 医療機関の指定等
- 保険医療機関[1]
- 労災保険指定医療機関[1]
- 指定自立支援医療機関（更生医療・育成医療・精神通院医療）[1]
- 身体障害者福祉法指定医の配置されている医療機関[1]
- 生活保護法指定医療機関[1]
- 結核指定医療機関[1]
- 指定養育医療機関[1]
- 戦傷病者特別援護法指定医療機関[1]
- 原子爆弾被害者医療指定医療機関[1]
- 原子爆弾被害者一般疾病医療取扱医療機関[1]
- 第二種感染症指定医療機関[2]
- 公害医療機関[1]
- 母体保護法指定医の配置されている医療機関[1]
- 地域医療支援病院[1]
- 災害拠点病院（基幹[3]）[1]
- へき地医療拠点病院[1]
- 救命救急センター[1]
- 臨床研修指定病院[1]
- 臨床修練指定病院[4]
- がん診療連携拠点病院[1]
- エイズ治療拠点病院[1]
- 特定疾患治療研究事業指定医療機関[1]
- DPC対策病院[1]
- 総合周産期母子医療センター[1]
- 沖縄DMAT指定医療機関
- 沖縄県肝疾患に関する専門医療機関[4]
- 沖縄県難病医療拠点病院[4]
- NPO法人卒後臨床研修評価機構認定病院[5]
- このほか、各種法令による指定・認定病院であるとともに、各学会の認定施設でもある。

## 附属診療所
- 津堅診療所（沖縄県うるま市津堅島）

## 交通アクセス
- 那覇バスターミナルほかより21番・23番・27番・63番・77番・80番・112番・127番で中部病院前にて下車、徒歩3分。
- 那覇バスターミナルほかより52番で中部病院入口にて下車。
- 沖縄都市モノレール線おもろまち駅前広場ほかより223番・227番・263番で中部病院前にて下車、徒歩3分。
- 那覇空港より高速バス113番で中部病院前にて下車、徒歩3分。もしくは沖縄都市モノレール線旭橋駅にて下車し那覇バスターミナルで上記のバスに乗り換え。
- 名護バスターミナルより22番で敷地内の中部病院にて下車。

## 耐震化工事
沖縄県立中部病院南病棟（1981年建設）については、耐震補強改修工事が予定されており、2022年8月中旬から2023年3月頃まで閉鎖される。耐震補強改修工事に伴い、工事期間中、病床155床が使えなくなる可能性がある。